# Ghosts (serie de televisión)
Ghosts (Fantasmas en Hispanoamérica y España) es una serie de televisión de comedia de situación estadounidense adaptada de la serie británica del mismo nombre, creada por Mathew Baynton, Simon Farnaby, Martha Howe-Douglas, Jim Howick, Laurence Rickard y Ben Willbond. Se estrenó el 7 de octubre de 2021 en CBS. En marzo de 2024, la serie fue renovada para una cuarta temporada que se estrenó el 17 de octubre de 2024. En febrero de 2025, la serie fue renovada para una quinta y sexta temporada.

## Sinopsis
La serie sigue a Samantha y Jay, neoyorquinos casados quienes heredan una casa de campo, sólo para encontrar que se está cayendo a pedazos y que está habitada por varios residentes anteriores ya fallecidos. Tras un accidente, Samantha descubre que puede ver y oír a los fantasmas.

## Elenco

### Principal
- Rose McIver como Samantha «Sam»
- Utkarsh Ambudkar como Jay
- Brandon Scott Jones como capitán Isaac Higgintoot, participante de la guerra de independencia
- Richie Moriarty como Pete Martino, un jefe de scouts que murió debido a un flechazo en 1985
- Asher Grodman como Trevor, un hombre de negocios que murió en una fiesta en la casa
- Rebecca Wisocky como Hetty Woodstone, la antepasada de Samantha
- Sheila Carrasco como Susan Montero «Flor», una hippie que murió atacada por un oso en 1968
- Danielle Pinnock como Alberta Haynes, una cantante que fue asesinada en 1920
- Roman Zaragoza como Sasappis, un lenape que a menudo sirve como la voz de la razón para los otros fantasmas
- Devan Chandler Long como Thorfinn «Thor», un vikingo que murió debido a un rayo

### Recurrente
- Hudson Thames como Crash
- Betsy Sodaro como Víctima del cólera Nancy
- Stuart Fink como Víctima del cólera Stuart
- Arthur Holden como Víctima del cólera Dirk
- Cody Crain como Víctima del cólera Cody
- Nigel Downer como Víctima del cólera Nigel
- Cat Lemieux como Víctima del cólera Catherine
- John Hartman como Nigel Chessum
- Chad Andrews como Baxter
- Christian Daoust como Jenkins
- Tristan D. Lalla como Mark

## Episodios

### Temporadas
| Temporada | Temporada | Episodios | Episodios | Emisión original         | Emisión original    |
| Temporada | Temporada | Episodios | Episodios | Primera emisión          | Última emisión      |
| --------- | --------- | --------- | --------- | ------------------------ | ------------------- |
|           | 1         | 18        | 18        | 7 de octubre de 2021     | 21 de abril de 2022 |
|           | 2         | 22        | 22        | 29 de septiembre de 2022 | 11 de mayo de 2023  |
|           | 3         | 10        | 10        | 15 de febrero de 2024    | 2 de mayo de 2024   |
|           | 4         | 22        | 22        | 17 de octubre de 2024    | 8 de mayo de 2025   |

### Primera temporada (2021–22)
| N.º en serie | N.º en temp. | Título             | Dirigido por        | Escrito por                      | Fecha de emisión original | Código de prod. | Audiencia (millones) |
| ------------ | ------------ | ------------------ | ------------------- | -------------------------------- | ------------------------- | --------------- | -------------------- |
| 1            | 1            | «Pilot»            | Trent O'Donnell     | Guion de: Joe Port y Joe Wiseman | 7 de octubre de 2021      | GHO101          | 5.52                 |
| 2            | 2            | «Hello»            | Trent O'Donnell     | Joe Port y Joe Wiseman           | 7 de octubre de 2021      | GHO102          | 5.52                 |
| 3            | 3            | «Viking Funeral»   | Trent O'Donnell     | Josh Malmuth                     | 14 de octubre de 2021     | GHO103          | 5.27                 |
| 4            | 4            | «Dinner Party»     | Trent O'Donnell     | John Blickstead y Trey Kollmer   | 21 de octubre de 2021     | GHO104          | 5.20                 |
| 5            | 5            | «Halloween»        | Katie Locke O'Brien | Talia Bernstein                  | 28 de octubre de 2021     | GHO106          | 5.76                 |
| 6            | 6            | «Pete's Wife»      | Trent O'Donnell     | Kira Kalush                      | 4 de noviembre de 2021    | GHO105          | 5.94                 |
| 7            | 7            | «Flower's Article» | Katie Locke O'Brien | Emily Schmidt                    | 11 de noviembre de 2021   | GHO107          | 5.23                 |
| 8            | 8            | «D&D»              | Nick Wong           | John Blickstead y Trey Kollmer   | 18 de noviembre de 2021   | GHO109          | 5.42                 |
| 9            | 9            | «Alberta's Fan»    | Nick Wong           | Lauren Bridges                   | 2 de diciembre de 2021    | GHO108          | 5.46                 |
| 10           | 10           | «Possession»       | Katie Locke O'Brien | Rishi Chitkara                   | 9 de diciembre de 2021    | GHO111          | 5.75                 |
| 11           | 11           | «Sam's Mom»        | Katie Locke O'Brien | John Timothy                     | 6 de enero de 2022        | GHO110          | 6.48                 |
| 12           | 12           | «Jay's Sister»     | Christine Gernon    | Julia Hartner y Ian Murphy       | 13 de enero de 2022       | GHO112          | 6.47                 |
| 13           | 13           | «The Vault»        | Christine Gernon    | Joe Port y Joe Wiseman           | 20 de enero de 2022       | GHO113          | 6.68                 |
| 14           | 14           | «Ghostwriter»      | Kimmy Gatewood      | Josh Malmuth y John Timothy      | 24 de febrero de 2022     | GHO114          | 5.85                 |
| 15           | 15           | «Thorapy»          | Kimmy Gatewood      | John Blickstead y Trey Kollmer   | 3 de marzo de 2022        | GHO115          | 5.52                 |
| 16           | 16           | «Trevor's Pants»   | Trent O'Donnell     | Kira Kalush y Talia Bernstein    | 31 de marzo de 2022       | GHO116          | 6.23                 |
| 17           | 17           | «Attic Girl»       | Trent O'Donnell     | Emily Schmidt y Lauren Bridges   | 14 de abril de 2022       | GHO117          | 5.96                 |
| 18           | 18           | «Farnsby & B»      | Cortney Carrillo    | Joe Port y Joe Wiseman           | 21 de abril de 2022       | GHO118          | 6.25                 |

### Segunda temporada (2022–23)
| N.º en serie | N.º en temp. | Título                                   | Dirigido por        | Escrito por                         | Fecha de emisión original | Código de prod. | Audiencia (millones) |
| ------------ | ------------ | ---------------------------------------- | ------------------- | ----------------------------------- | ------------------------- | --------------- | -------------------- |
| 19           | 1            | «Spies»                                  | Trent O'Donnell     | John Blickstead y Trey Kollmer      | 29 de septiembre de 2022  | GHO201          | 6.46                 |
| 20           | 2            | «Alberta's Podcast»                      | Trent O'Donnell     | Talia Bernstein                     | 6 de octubre de 2022      | GHO202          | 6.21                 |
| 21           | 3            | «Jay's Friends»                          | Trent O'Donnell     | Guy Endore-Kaiser                   | 13 de octubre de 2022     | GHO204          | 6.54                 |
| 22           | 4            | «The Tree»                               | Trent O'Donnell     | Josh Malmuth                        | 20 de octubre de 2022     | GHO203          | 6.08                 |
| 23           | 5            | «Halloween 2: The Ghost of Hetty's Past» | Katie Locke O'Brien | Kira Kalush                         | 27 de octubre de 2022     | GHO205          | 6.78                 |
| 24           | 6            | «The Baby Bjorn»                         | Katie Locke O'Brien | Joe Port y Joe Wiseman              | 3 de noviembre de 2022    | GHO206          | 6.15                 |
| 25           | 7            | «Dumb Deaths»                            | Nick Wong           | Sophia Lear                         | 10 de noviembre de 2022   | GHO207          | 6.61                 |
| 26           | 8            | «The Liquor License»                     | Nick Wong           | Zora Bikangaga                      | 8 de diciembre de 2022    | GHO208          | 6.35                 |
| 2728         | 910          | «The Christmas Spirit»                   | Jay Karas           | Emily SchmidtJoe Port y Joe Wiseman | 15 de diciembre de 2022   | GHO209GHO210    | 7.00                 |
| 29           | 11           | «The Perfect Assistant»                  | Nick Wong           | Zora Bikangaga                      | 5 de enero de 2023        | GHO211          | 6.55                 |
| 30           | 12           | «The Family Business»                    | Matthew A. Cherry   | John Timothy                        | 12 de enero de 2023       | GHO212          | 6.47                 |
| 31           | 13           | «Ghost Hunter»                           | Alex Hardcastle     | Rishi Chitkara                      | 2 de febrero de 2023      | GHO213          | 6.91                 |
| 32           | 14           | «Trevor's Body»                          | Alex Hardcastle     | Ian Murphy                          | 9 de febrero de 2023      | GHO214          | 6.98                 |
| 33           | 15           | «A Date To Remember»                     | Richie Keen         | John Blickstead y Trey Kollmer      | 16 de febrero de 2023     | GHO215          | 6.53                 |
| 34           | 16           | «Issac's Book»                           | Richie Keen         | Josh Malmuth                        | 2 de marzo de 2023        | GHO216          | 6.46                 |
| 35           | 17           | «Weekend From Hell»                      | Trent O'Donnell     | Sophia Lear                         | 9 de marzo de 2023        | GHO217          | 6.62                 |
| 36           | 18           | «Alberta's Descendant»                   | Trent O'Donnell     | Guy Endore-Kaiser                   | 30 de marzo de 2023       | GHO218          | 6.31                 |
| 37           | 19           | «Ghost Father of the Bride»              | Jay Karas           | Julia Harter y Liz Alexander        | 13 de abril de 2023       | GHO219          | 6.26                 |
| 38           | 20           | «Woodstone's Hottest Couple»             | Kira Kalush         | Jay Karas                           | 27 de abril de 2023       | GHO220          | 6.35                 |
| 39           | 21           | «Whodunnit»                              | Christine Gernoan   | Joe Port y Joe Wiseman              | 4 de mayo de 2023         | GHO221          | 6.40                 |
| 40           | 22           | «The Heir»                               | Christine Gernon    | Talia Bernstein                     | 11 de mayo de 2023        | GHO222          | 6.51                 |

### Tercera temporada (2024)
| N.º en serie | N.º en temp. | Título                                      | Dirigido por     | Escrito por                    | Fecha de emisión original | Código de prod. | Audiencia (millones) |
| ------------ | ------------ | ------------------------------------------- | ---------------- | ------------------------------ | ------------------------- | --------------- | -------------------- |
| 41           | 1            | «The Owl»                                   | Jay Karas        | John Blickstead y Trey Kollmer | 15 de febrero de 2024     | GHO301          | 7.05                 |
| 42           | 2            | «Man of Your Dreams»                        | Jay Karas        | Joe Port y Joe Wiseman         | 22 de febrero de 2024     | GHO302          | 6.05                 |
| 43           | 3            | «He Sees Dead People»                       | Pete Chatmon     | Talia Bernstein                | 29 de febrero de 2024     | GHO303          | 6.10                 |
| 44           | 4            | «Halloween 3: The Guest Who Wouldn't Leave» | Pete Chatmon     | Josh Malmuth                   | 7 de marzo de 2024        | GHO304          | 5.64                 |
| 45           | 5            | «The Silent Partner»                        | Trent O'Donnell  | Kira Kalush                    | 14 de marzo de 2024       | GHO305          | 5.51                 |
| 46           | 6            | «Hello, Brother»                            | Trent O'Donnell  | Guy Endore-Kaiser              | 4 de abril de 2024        | GHO306          | 5.86                 |
| 47           | 7            | «The Polterguest»                           | Jude Weng        | Akilah Green                   | 11 de abril de 2024       | GHO307          | 6.08                 |
| 48           | 8            | «Holes Are Bad»                             | Jude Weng        | Sophia Lear                    | 18 de abril de 2024       | GHO308          | 6.20                 |
| 49           | 9            | «The Traveling Agent»                       | Christine Gernon | Skander Halim y Emily Schmidt  | 25 de abril de 2024       | GHO309          | 6.07                 |
| 50           | 10           | «Isaac's Wedding»                           | Christine Gernon | Lauren Bridges y John Timothy  | 2 de mayo de 2024         | GHO310          | 5.95                 |

### Cuarta temporada (2024–25)
| N.º en serie | N.º en temp. | Título                                                                    | Dirigido por        | Escrito por                                                     | Fecha de emisión original | Código de prod. | Audiencia (millones) |
| ------------ | ------------ | ------------------------------------------------------------------------- | ------------------- | --------------------------------------------------------------- | ------------------------- | --------------- | -------------------- |
| 51           | 1            | «Patience»                                                                | Richie Keen         | Trey Kollmer                                                    | 17 de octubre de 2024     | GHO401          | 5.57                 |
| 52           | 2            | «Sam's Dad»                                                               | Richie Keen         | Josh Malmuth                                                    | 24 de octubre de 2024     | GHO402          | 5.55                 |
| 53           | 3            | «Halloween 4: The Witch»                                                  | Katie Locke O'Brien | Joe Port y Joe Wiseman                                          | 31 de octubre de 2024     | GHO403          | 5.82                 |
| 54           | 4            | «The Work Retreat»                                                        | Katie Locke O'Brien | Sophia Lear                                                     | 7 de noviembre de 2024    | GHO404          | 5.31                 |
| 55           | 5            | «A Star Is Dead»                                                          | Kabir Akhtar        | Liz Alexander                                                   | 14 de noviembre de 2024   | GHO405          | 5.40                 |
| 56           | 6            | «The Primary Source»                                                      | Kabir Akhtar        | Talia Bernstein                                                 | 5 de diciembre de 2024    | GHO406          | 5.44                 |
| 57           | 7            | «Sad Farnsby»                                                             | Heather Jack        | Guy Endore-Kaiser                                               | 12 de diciembre de 2024   | GHO407          | 5.53                 |
| 5859         | 89           | «A Very Arondekar Christmas»                                              | Richie Keen         | Rupinder GillSkander Halim                                      | 19 de diciembre de 2024   | GHO408GHO409    | 4.90                 |
| 60           | 10           | «The Not-So-Silent Partner»                                               | Heather Jack        | Emily Schmidt                                                   | 30 de enero de 2025       | GHO410          | 5.38                 |
| 61           | 11           | «Thorapy 2: Abandonment Issues»                                           | Rebecca Asher       | Akilah Green                                                    | 6 de febrero de 2025      | GHO411          | 5.47                 |
| 62           | 12           | «It's the End of the World as We Know It and What Were We Talking About?» | Rebecca Asher       | Kira Kalush                                                     | 13 de febrero de 2025     | GHO412          | 5.40                 |
| 63           | 13           | «Ghostfellas»                                                             | Rose McIver         | Brian Bahe                                                      | 20 de febrero de 2025     | GHO413          | 5.61                 |
| 64           | 14           | «Alexander Hamilton and the Ruffle Kerfuffle»                             | Richie Keen         | John Blickstead y Trey Kolmer                                   | 27 de febrero de 2025     | GHO414          | 5.41                 |
| 65           | 15           | «The Bachelorette Party»                                                  | Pete Chatmon        | Akilah Green                                                    | 6 de marzo de 2025        | GHO415          | 5.75                 |
| 66           | 16           | «St. Hetty's Day»                                                         | Pete Chatmon        | Josh Malmuth                                                    | 13 de marzo de 2025       | GHO416          | 5.35                 |
| 67           | 17           | «His Girl Shiki»                                                          | Todd Biermann       | Joe Port y Joe Wiseman                                          | 3 de abril de 2025        | GHO417          | 5.21                 |
| 68           | 18           | «Smooching and Smushing»                                                  | Todd Biermann       | Rupinder Gill y Sophia Lear                                     | 10 de abril de 2025       | GHO418          | 5.13                 |
| 69           | 19           | «Pinkus Returns»                                                          | Christine Gernon    | Skander Halim y Talia Bernstein                                 | 17 de abril de 2025       | GHO419          | 5.03                 |
| 70           | 20           | «I Know What You Did Thirty-Seven Summers Ago»                            | Richie Keen         | Kira Kalush y Guy Endore-Kaiser                                 | 24 de abril de 2025       | GHO420          | 5.05                 |
| 71           | 21           | «Kyle»                                                                    | Trent O'Donnell     | Joe Port y Joe Wiseman                                          | 1 de mayo de 2025         | GHO421          | 4.86                 |
| 72           | 22           | «The Devil Went Down to Woodstone»                                        | Christine Gernon    | Guion de: Emily Schmidt y Greg Worswick Historia de: Brian Bahe | 8 de mayo de 2025         | GHO422          | 4.80                 |

## Producción

### Desarrollo
El 29 de noviembre de 2019, CBS anunció que estaba desarrollando una adaptación de la serie de BBC One Ghosts. El 4 de febrero de 2020, se anunció que CBS había ordenado la producción de un piloto producido por CBS Studios, BBC Studios, y Lionsgate Television. El 31 de marzo de 2021, se anunció que se había ordenado la serie. En julio de 2021 se anunció que la serie se estrenaría en el 7 de octubre de 2021 y se emitiría los jueves. El 21 de octubre de 2021, CBS anunció que le daría a la serie una temporada completa. El 24 de enero de 2022, CBS renovó la serie para una segunda temporada, que se estrenó el 29 de septiembre de 2022. El 12 de enero de 2023, CBS renovó la serie para una tercera temporada. La tercera temporada se estrenó el 15 de febrero de 2024. El 12 de marzo de 2024, CBS renovó la serie para una cuarta temporada. La cuarta temporada se estrenó el 17 de octubre de 2024. El 20 de febrero de 2025, CBS renovó la serie para una quinta y sexta temporada.

### Casting
El 4 de marzo de 2020, se anunció a Rose McIver como protagonista del piloto. El 1 de julio de 2020, se anunció a Utkarsh Ambudkar como un personaje principal del piloto. El 9 de diciembre de 2020, se anunció a Brandon Scott Jones, Richie Moriarty, Asher Grodman, Rebecca Wisocky, Sheila Carrasco, Danielle Pinnock y Roman Zaragoza en papeles principales del piloto. El 12 de mayo de 2021, Devan Chandler Long se unió al elenco principal.

## Lanzamiento
El 19 de mayo de 2021, CBS lanzó el primer tráiler oficial de la serie.

## Recepción

### Críticas
En Rotten Tomatoes la serie tiene un índice de aprobación del 94%, basado en 17 reseñas, con una calificación promedio de 7.4/10. El consenso crítico del sitio dice «Ghosts podría exigir más a sus personajes, pero un excelente elenco y un ingenio genial hacen que sea fácil de ver, suavemente espeluznante». En Metacritic, tiene puntaje promedio ponderado de 56 sobre 100, basada en 9 reseñas, lo que indica «criticas generalmente favorables».

### Audiencias

#### Temporada 1
| N.º | Título             | Fecha de emisión        | ÍA (18–49) | Audiencia (millones) | DVR (18–49) | Audiencia DVR (millones) | Total (18–49) | Audiencia total (millones) |
| --- | ------------------ | ----------------------- | ---------- | -------------------- | ----------- | ------------------------ | ------------- | -------------------------- |
| 1–2 | «Pilot» / «Hello»  | 7 de octubre de 2021    | 0.6        | 5.52                 | —           | —                        | —             | —                          |
| 3   | «Viking Funeral»   | 14 de octubre de 2021   | 0.6        | 5.27                 | 0.4         | 2.53                     | 1.0           | 7.80                       |
| 4   | «Dinner Party»     | 21 de octubre de 2021   | 0.5        | 5.20                 | 0.3         | 2.52                     | 0.9           | 7.72                       |
| 5   | «Halloween»        | 28 de octubre de 2021   | 0.6        | 5.76                 | —           | —                        | —             | —                          |
| 6   | «Pete's Wife»      | 4 de noviembre de 2021  | 0.5        | 5.94                 | —           | —                        | —             | —                          |
| 7   | «Flower's Article» | 11 de noviembre de 2021 | 0.5        | 5.23                 | —           | —                        | —             | —                          |
| 8   | «D&D»              | 18 de noviembre de 2021 | 0.6        | 5.42                 | 0.4         | 2.52                     | 0.9           | 7.94                       |
| 9   | «Alberta's Fan»    | 2 de diciembre de 2021  | 0.6        | 5.46                 | 0.4         | 2.82                     | 1.0           | 8.27                       |
| 10  | «Possession»       | 9 de diciembre de 2021  | 0.5        | 5.75                 | 0.4         | 2.49                     | 0.9           | 8.23                       |
| 11  | «Sam's Mom»        | 6 de enero de 2022      | 0.7        | 6.48                 | —           | —                        | —             | —                          |
| 12  | «Jay's Sister»     | 13 de enero de 2022     | 0.7        | 6.47                 | —           | —                        | —             | —                          |
| 13  | «The Vault»        | 20 de enero de 2022     | 0.7        | 6.68                 | —           | —                        | —             | —                          |
| 14  | «Ghostwriter»      | 24 de febrero de 2022   | 0.6        | 5.85                 | —           | —                        | —             | —                          |
| 15  | «Thorapy»          | 3 de marzo de 2022      | 0.5        | 5.52                 | —           | —                        | —             | —                          |
| 16  | «Trevor's Pants»   | 31 de marzo de 2022     | 0.6        | 6.23                 | 0.4         | 2.75                     | 1.0           | 8.98                       |
| 17  | «Attic Girl»       | 14 de abril de 2022     | 0.6        | 5.96                 | 0.4         | 2.86                     | 1.0           | 8.81                       |
| 18  | «Farnsby & B»      | 21 de abril de 2022     | 0.6        | 6.25                 | 0.4         | 2.72                     | 1.0           | 8.96                       |

#### Temporada 2
| N.º  | Título                                   | Fecha de emisión         | ÍA (18–49) | Audiencia (millones) | DVR (18–49) | Audiencia DVR (millones) | Total (18–49) | Audiencia total (millones) |
| ---- | ---------------------------------------- | ------------------------ | ---------- | -------------------- | ----------- | ------------------------ | ------------- | -------------------------- |
| 1    | «Spies»                                  | 29 de septiembre de 2022 | 0.6        | 6.46                 | 0.4         | 2.77                     | 1.0           | 9.23                       |
| 2    | «Alberta's Podcast»                      | 6 de octubre de 2022     | 0.5        | 6.21                 | 0.4         | 2.77                     | 0.9           | 8.98                       |
| 3    | «Jay's Friends»                          | 13 de octubre de 2022    | 0.6        | 6.54                 | 0.4         | 2.50                     | 1.0           | 9.04                       |
| 4    | «The Tree»                               | 20 de octubre de 2022    | 0.5        | 6.08                 | 0.4         | 2.65                     | 0.9           | 8.73                       |
| 5    | «Halloween 2: The Ghost of Hetty's Past» | 27 de octubre de 2022    | 0.5        | 6.78                 | 0.4         | 2.60                     | 0.9           | 9.38                       |
| 6    | «The Baby Bjorn»                         | 3 de noviembre de 2022   | 0.6        | 6.15                 | 0.4         | 2.71                     | 1.0           | 8.87                       |
| 7    | «Dumb Deaths»                            | 10 de noviembre de 2022  | 0.6        | 6.61                 | 0.4         | 2.79                     | 1.0           | 9.40                       |
| 8    | «The Liquor License»                     | 8 de diciembre de 2022   | 0.6        | 6.35                 | —           | —                        | —             | —                          |
| 9–10 | «The Christmas Spirit»                   | 15 de diciembre de 2022  | 0.6        | 7.00                 | —           | —                        | —             | —                          |
| 11   | «The Perfect Assistant»                  | 5 de enero de 2023       | 0.6        | 6.55                 | 0.4         | 2.70                     | 1.0           | 9.25                       |
| 12   | «The Family Business»                    | 12 de enero de 2023      | 0.6        | 6.47                 | 0.4         | 2.54                     | 0.9           | 9.00                       |
| 13   | «Ghost Hunter»                           | 2 de febrero de 2023     | 0.6        | 6.91                 | —           | —                        | —             | —                          |
| 14   | «Trevor's Body»                          | 9 de febrero de 2023     | 0.6        | 6.98                 | —           | —                        | —             | —                          |
| 15   | «A Date To Remember»                     | 16 de febrero de 2023    | 0.6        | 6.53                 | —           | —                        | —             | —                          |
| 16   | «Issac's Book»                           | 2 de marzo de 2023       | 0.5        | 6.46                 | —           | —                        | —             | —                          |
| 17   | «Weekend from Hell»                      | 9 de marzo de 2023       | 0.6        | 6.62                 | —           | —                        | —             | —                          |
| 18   | «Alberta's Descendant»                   | 30 de marzo de 2023      | 0.6        | 6.31                 | —           | —                        | —             | —                          |
| 19   | «Ghost Father of the Bride»              | 13 de abril de 2023      | 0.5        | 6.26                 | —           | —                        | —             | —                          |
| 20   | «Woodstone's Hottest Couple»             | 27 de abril de 2023      | 0.5        | 6.35                 | —           | —                        | —             | —                          |
| 21   | «Whodunnit»                              | 4 de mayo de 2023        | 0.5        | 6.40                 | —           | —                        | —             | —                          |
| 22   | «The Heir»                               | 11 de mayo de 2023       | 0.6        | 6.51                 | —           | —                        | —             | —                          |

#### Temporada 3
| N.º | Título                                      | Fecha de emisión      | ÍA (18–49) | Audiencia (millones) | DVR (18–49) | Audiencia DVR (millones) | Total (18–49) | Audiencia total (millones) |
| --- | ------------------------------------------- | --------------------- | ---------- | -------------------- | ----------- | ------------------------ | ------------- | -------------------------- |
| 1   | «The Owl»                                   | 15 de febrero de 2024 | 0.7        | 7.05                 | —           | —                        | —             | —                          |
| 2   | «Man of Your Dreams»                        | 22 de febrero de 2024 | 0.4        | 6.05                 | —           | —                        | —             | —                          |
| 3   | «He Sees Dead People»                       | 29 de febrero de 2024 | 0.5        | 6.10                 | —           | —                        | —             | —                          |
| 4   | «Halloween 3: The Guest Who Wouldn't Leave» | 7 de marzo de 2024    | 0.5        | 5.64                 | —           | —                        | —             | —                          |
| 5   | «The Silent Partner»                        | 14 de marzo de 2024   | 0.5        | 5.51                 | 0.2         | 1.91                     | 0.7           | 7.42                       |
| 6   | «Hello, Brother»                            | 4 de abril de 2024    | 0.5        | 5.86                 | 0.2         | 2.15                     | 0.7           | 8.02                       |
| 7   | «The Polterguest»                           | 11 de abril de 2024   | 0.6        | 6.08                 | —           | —                        | —             | —                          |
| 8   | «Holes Are Bad»                             | 18 de abril de 2024   | 0.5        | 6.20                 | 0.2         | 2.08                     | 0.7           | 8.26                       |
| 9   | «The Traveling Agent»                       | 25 de abril de 2024   | 0.5        | 6.07                 | 0.3         | 2.18                     | 0.8           | 8.19                       |
| 10  | «Isaac's Wedding»                           | 2 de mayo de 2024     | 0.5        | 5.95                 | 0.2         | 1.96                     | 0.7           | 7.91                       |

#### Temporada 4
| N.º | Título                                                                    | Fecha de emisión        | ÍA (18–49) | Audiencia (millones) | DVR (18–49) | Audiencia DVR (millones) | Total (18–49) | Audiencia total (millones) |
| --- | ------------------------------------------------------------------------- | ----------------------- | ---------- | -------------------- | ----------- | ------------------------ | ------------- | -------------------------- |
| 1   | «Patience»                                                                | 17 de octubre de 2024   | 0.5        | 5.57                 | 0.2         | 2.08                     | 0.7           | 7.65                       |
| 2   | «Sam's Dad»                                                               | 24 de octubre de 2024   | 0.5        | 5.55                 | 0.2         | 1.97                     | 0.7           | 7.53                       |
| 3   | «Halloween 4: The Witch»                                                  | 31 de octubre de 2024   | 0.5        | 5.82                 | 0.3         | 2.02                     | 0.7           | 7.84                       |
| 4   | «The Work Retreat»                                                        | 7 de noviembre de 2024  | 0.4        | 5.31                 | 0.2         | 2.05                     | 0.7           | 7.36                       |
| 5   | «A Star Is Dead»                                                          | 14 de noviembre de 2024 | 0.4        | 5.40                 | 0.3         | 2.24                     | 0.7           | 7.64                       |
| 6   | «The Primary Source»                                                      | 5 de diciembre de 2024  | 0.4        | 5.44                 | 0.3         | 2.04                     | 0.7           | 7.49                       |
| 7   | «Sad Farnsby»                                                             | 12 de diciembre de 2024 | 0.4        | 5.53                 | 0.2         | 1.94                     | 0.6           | 7.47                       |
| 8–9 | «A Very Arondekar Christmas»                                              | 19 de diciembre de 2024 | 0.5        | 4.90                 | 0.2         | 1.67                     | 0.7           | 6.57                       |
| 10  | «The Not-So-Silent Partner»                                               | 30 de enero de 2025     | 0.4        | 5.38                 | 0.2         | 1.96                     | 0.6           | 7.34                       |
| 11  | «Thorapy 2: Abandonment Issues»                                           | 6 de febrero de 2025    | 0.5        | 5.47                 | 0.2         | 1.75                     | 0.6           | 7.72                       |
| 12  | «It's the End of the World as We Know It and What Were We Talking About?» | 13 de febrero de 2025   | 0.4        | 5.40                 | 0.2         | 1.93                     | 0.6           | 7.34                       |
| 13  | «Ghostfellas»                                                             | 20 de febrero de 2025   | 0.4        | 5.61                 | 0.2         | 1.81                     | 0.7           | 7.42                       |
| 14  | «Alexander Hamilton and the Ruffle Kerfuffle»                             | 27 de febrero de 2025   | 0.5        | 5.41                 | 0.2         | 1.97                     | 0.7           | 7.38                       |
| 15  | «The Bachelorette Party»                                                  | 6 de marzo de 2025      | 0.5        | 5.75                 | 0.2         | 1.76                     | 0.7           | 7.50                       |
| 16  | «St. Hetty's Day»                                                         | 13 de marzo de 2025     | 0.4        | 5.35                 | 0.2         | 1.83                     | 0.6           | 7.18                       |
| 17  | «His Girl Shiki»                                                          | 3 de abril de 2025      | 0.5        | 5.21                 | —           | —                        | —             | —                          |
| 18  | «Smooching and Smushing»                                                  | 10 de abril de 2025     | 0.4        | 5.13                 | —           | —                        | —             | —                          |
| 19  | «Pinkus Returns»                                                          | 17 de abril de 2025     | 0.4        | 5.03                 | —           | —                        | —             | —                          |
| 20  | «I Know What You Did Thirty-Seven Summers Ago»                            | 24 de abril de 2025     | 0.3        | 5.05                 | —           | —                        | —             | —                          |
| 21  | «Kyle»                                                                    | 1 de mayo de 2025       | 0.4        | 4.86                 | —           | —                        | —             | —                          |
| 22  | «The Devil Went Down to Woodstone»                                        | 8 de mayo de 2025       | 0.4        | 4.80                 | —           | —                        | —             | —                          |